# Kent, the Fighting Man
Kent, the Fighting Man er en britisk stumfilm fra 1916 af A. E. Coleby.

## Medvirkende
- Billy Wells som John Westerley.
- Hetty Payne som Constance.
- A.E. Coleby som Adams.
- Arthur Rooke som Jimmy Greenback.
- Frank Dane.